# Brachiaria
Genre
Brachiaria est un genre de plantes monocotylédones de la famille des Poaceae, sous-famille des Panicoideae, originaire des régions tropicales de l'Ancien Monde, principalement d'Afrique, qui comprend une centaine d'espèces. Certains auteurs considèrent que le genre Brachiaria doit être inclus dans le genre Urochloa.
Ce sont des plantes herbacées, annuelles pour la plupart, vivaces chez certaines espèces, cespiteuses, dont les tiges (chaumes) peuvent atteindre de 25 cm à 1 m de haut. Plusieurs espèces ont été introduites en Amérique.
Certaines espèces sont cultivées comme plantes fourragères, notamment au Brésil où elles ont connu une grande expansion. Beaucoup sont des mauvaises herbes des cultures. Les graines de certaines espèces, notamment Brachiaria deflexa sont collectées dans la nature à des fins alimentaires dans la région du Sahel, souvent indistinctement avec d'autres graines faisant partie du complexe du « kreb ».

## Liste d'espèces
Selon World Checklist of Selected Plant Families (WCSP) (7 avr. 2012) :
- Brachiaria adspersa (Trin.) Parodi (1969)
- Brachiaria advena Vickery (1951)
- Brachiaria albicoma (Swallen & García-Barr.) Zuloaga & Soderstr. (1985)
- Brachiaria ambigens Chiov. (1951)
- Brachiaria antsirabensis A.Camus (1930)
- Brachiaria argentea (R.Br.) Hughes (1923)
- Brachiaria arida (Mez) Stapf (1919)
- Brachiaria arizonica (Scribn. & Merr.) S.T.Blake (1969)
- Brachiaria arrecta (T.Durand & Schinz) Stent (1924)
- Brachiaria atrisola (R.D.Webster) B.K.Simon (1992)
- Brachiaria bemarivensis A.Camus (1925)
- Brachiaria benoistii A.Camus (1954)
- Brachiaria bovonei (Chiov.) Robyns (1932)
- Brachiaria breviglumis Clayton (1980)
- Brachiaria brevispicata (Rendle) Stapf (1919)
- Brachiaria brizantha (A.Rich.) Stapf (1919)
- Brachiaria burmanica Bor (1950)
- Brachiaria capuronii A.Camus (1957)
- Brachiaria chusqueoides (Hack.) Clayton (1980)
- Brachiaria ciliatissima (Buckley) Chase (1920)
- Brachiaria clavipila (Chiov.) Robyns (1932)
- Brachiaria comata (A.Rich.) Stapf (1919)
- Brachiaria coronifera Pilg. (1936)
- Brachiaria decaryana A.Camus (1957)
- Brachiaria decumbens Stapf (1919)
- Brachiaria deflexa (Schumach.) C.E.Hubb. ex Robyns (1932)
- Brachiaria dictyoneura (Fig. & De Not.) Stapf (1919)
- Brachiaria dimorpha A.Camus (1925)
- Brachiaria distachya (L.) Stapf (1919)
- Brachiaria distachyoides Stapf (1919)
- Brachiaria dura Stapf (1919)
- Brachiaria echinulata (Mez) Parodi (1969)
- Brachiaria eminii (Mez) Robyns (1932)
- Brachiaria epacridifolia (Stapf) A.Camus (1950)
- Brachiaria eruciformis (Sm.) Griseb. (1853)
- Brachiaria falcifera (Trin. ex Nees) Stapf (1919)
- Brachiaria fasciculata (Sw.) Parodi (1969)
- Brachiaria foliosa (R.Br.) Hughes (1923)
- Brachiaria fragrans A.Camus (1935)
- Brachiaria fruticulosa A.Camus (1957)
- Brachiaria fusiformis Reeder (1948)
- Brachiaria gilesii (Benth.) Chase (1920)
- Brachiaria glomerata (Hack.) A.Camus (1931)
- Brachiaria grossa Stapf (1919)
- Brachiaria holosericea (R.Br.) Hughes (1923)
- Brachiaria humbertiana A.Camus (1932 publ. 1933)
- Brachiaria humidicola (Rendle) Schweick. (1936)
- Brachiaria jaliscana Santana Mich. (1992)
- Brachiaria jubata (Fig. & De Not.) Stapf (1919)
- Brachiaria kurzii (Hook.f.) A.Camus (1922)
- Brachiaria lachnantha (Hochst.) Stapf (1919)
- Brachiaria lactea (Mez) A.Camus (1946)
- Brachiaria laeta (Mez) A.Camus (1935)
- Brachiaria lata (Schumach.) C.E.Hubb. (1938)
- Brachiaria lateritica A.Camus (1946)
- Brachiaria leandriana Bosser, Adansonia, n.s. (1966)
- Brachiaria leersioides (Hochst.) Stapf (1919)
- Brachiaria leucacrantha (K.Schum.) Stapf (1919)
- Brachiaria lindiensis (Pilg.) Clayton (1981)
- Brachiaria longiflora Clayton (1980)
- Brachiaria lorentziana (Mez) Parodi (1969)
- Brachiaria malacodes (Mez & K.Schum.) H.Scholz (1978)
- Brachiaria marlothii (Hack.) Stent (1924)
- Brachiaria megastachya (Nees ex Trin.) Zuloaga & Soderstr. (1985)
- Brachiaria mesocoma (Nees) A.Camus (1931)
- Brachiaria meziana Hitchc. (1908)
- Brachiaria mollis (Sw.) Parodi (1969)
- Brachiaria multiculma (Andersson) Laegaard & Renvoize (2006)
- Brachiaria munae Basappa, Proc. Indian Acad. Sci. (1984)
- Brachiaria mutica (Forssk.) Stapf (1919)
- Brachiaria nana Stapf (1919)
- Brachiaria nigropedata (Ficalho & Hiern) Stapf (1919)
- Brachiaria nilagirica Bor (1973)
- Brachiaria notochthona (Domin) Stapf (1920)
- Brachiaria oblita (Swallen) Tovar (1986)
- Brachiaria occidentalis C.A.Gardner & C.E.Hubb. (1938)
- Brachiaria oligobrachiata (Pilg.) Henrard (1940)
- Brachiaria ophryodes Chase (1920)
- Brachiaria orthostachys (Mez) Clayton (1966)
- Brachiaria ovalis Stapf (1919)
- Brachiaria paucispicata (Morong) Clayton (1987)
- Brachiaria perrieri A.Camus (1931)
- Brachiaria piligera (F.Muell. ex Benth.) Hughes (1923)
- Brachiaria plantaginea (Link) Hitchc. (1909)
- Brachiaria platynota (K.Schum.) Robyns (1932)
- Brachiaria platyphylla (Munro ex C.Wright) Nash (1903)
- Brachiaria polyphylla (R.Br.) Hughes (1923)
- Brachiaria praetervisa (Domin) C.E.Hubb. (1934)
- Brachiaria psammophila (Welw. ex Rendle) Launert (1970)
- Brachiaria pseudodichotoma Bosser, Adansonia, n.s. (1966)
- Brachiaria pubescens (Chiov.) S.M.Phillips (1991)
- Brachiaria pubigera (Roem. & Schult.) S.T.Blake (1969)
- Brachiaria pungipes Clayton (1980)
- Brachiaria ramosa (L.) Stapf (1919)
- Brachiaria remota (Retz.) Haines (1924)
- Brachiaria reptans (L.) C.A.Gardner & C.E.Hubb. (1938)
- Brachiaria reticulata Stapf (1919)
- Brachiaria rugulosa Stapf (1919)
- Brachiaria ruziziensis Germ. & C.M.Evrard (1953)
- Brachiaria scalaris Pilg. (1928)
- Brachiaria schoenfelderi C.E.Hubb. & Schweick. (1936)
- Brachiaria semiundulata (Hochst.) Stapf (1919)
- Brachiaria semiverticillata (Rottler) Alston (1931)
- Brachiaria serpens (Kunth) C.E.Hubb. (1940)
- Brachiaria serrata (Thunb.) Stapf (1919)
- Brachiaria serrifolia (Hochst.) Stapf (1919)
- Brachiaria stefaninii Chiov. (1928)
- Brachiaria stigmatisata (Mez) Stapf (1919)
- Brachiaria subquadripara (Trin.) Hitchc. (1931)
- Brachiaria subrostrata A.Camus (1927)
- Brachiaria subulifolia (Mez) Clayton (1980)
- Brachiaria tanimbarensis Ohwi (1947)
- Brachiaria texana (Buckley) S.T.Blake (1969)
- Brachiaria tsiafajavonensis A.Camus (1925)
- Brachiaria turbinata Van der Veken (1958)
- Brachiaria umbellata (Trin.) Clayton (1980)
- Brachiaria umbratilis Napper (1963)
- Brachiaria urocoides S.L.Chen & Y.X.Jin (1984)
- Brachiaria uzondoiensis Sánchez-Ken (2007)
- Brachiaria villosa (Lam.) A.Camus (1922)
- Brachiaria whiteana (Domin) C.E.Hubb. (1934)
- Brachiaria windersii C.E.Hubb. (1938)
- Brachiaria wittei Robyns (1932)
- Brachiaria xantholeuca (Schinz) Stapf (1919)